# Bruschied
Bruscheid là một xã thuộc huyện Bad Kreuznach bang Rheinland-Pfalz phía tây nước Đức. Xã Bruscheid có diện tích 2,67 km2, dân số thời điểm ngày 31 tháng 12 năm 2006 là 304 người.